# Bistum Fünen

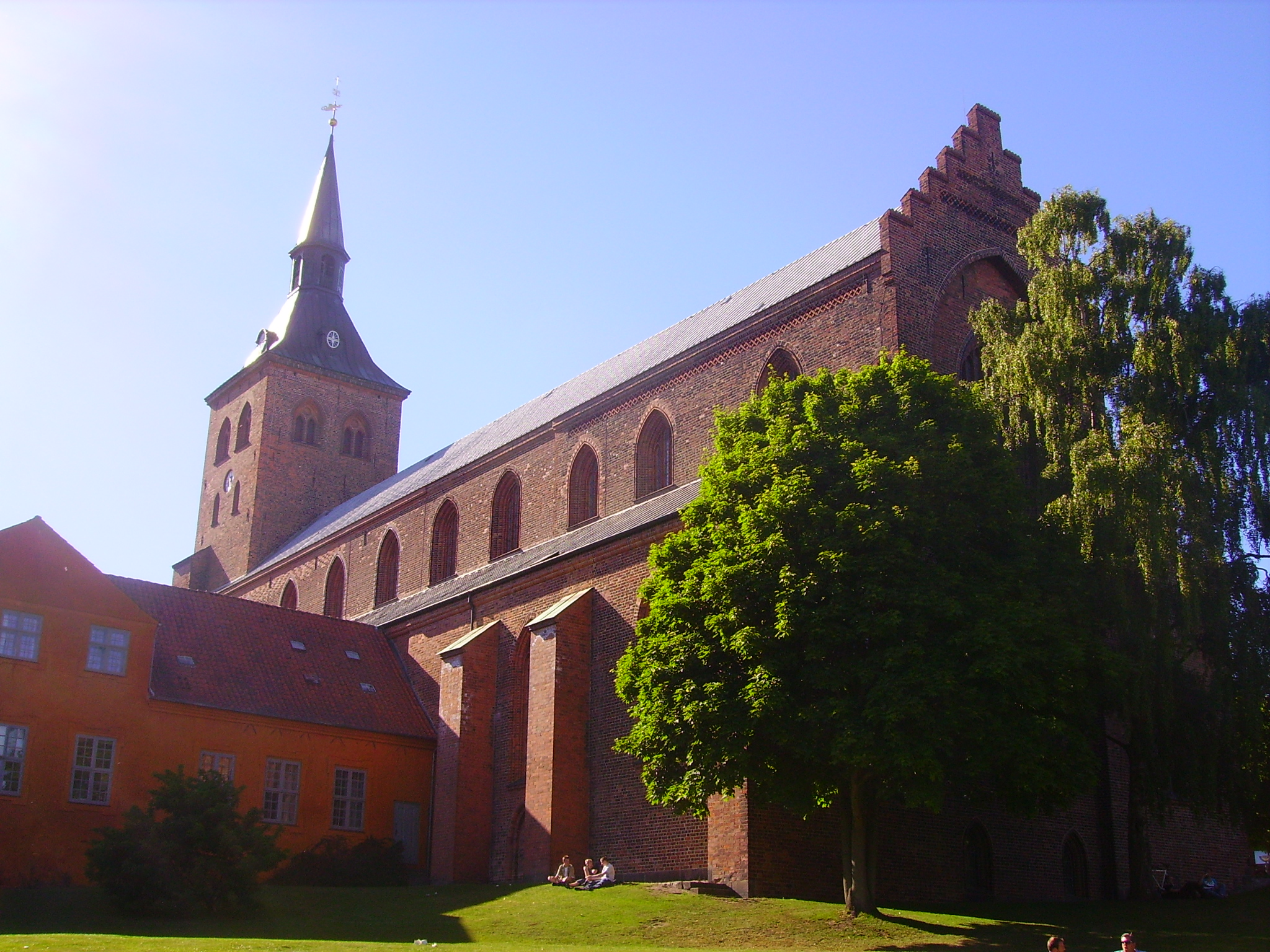
St.-Knuds-Dom zu Odense

Das Bistum Fünen (dänisch Fyens Stift; früher auch Odense Stift) ist ein Bistum in der evangelisch-lutherischen Dänischen Volkskirche mit Sitz in Odense. Als Bischofskirche dient der St.-Knuds-Dom zu Odense. Bischof ist seit dem 2. April 2023 Mads Davidsen als Nachfolgerin der in den Ruhestand verabschiedeten Tine Lindhardt.
Zum Gebiet des Bistums gehören die Insel Fünen sowie einige vorgelagerte Inseln wie Langeland und Ærø. Es ist in elf Propsteien eingeteilt. Zum 1. Januar 2017 gehörten 396.637 Bewohner zur Dänischen Volkskirche, was einem Anteil von 80,1 Prozent der Bevölkerung entspricht.

## Geschichte

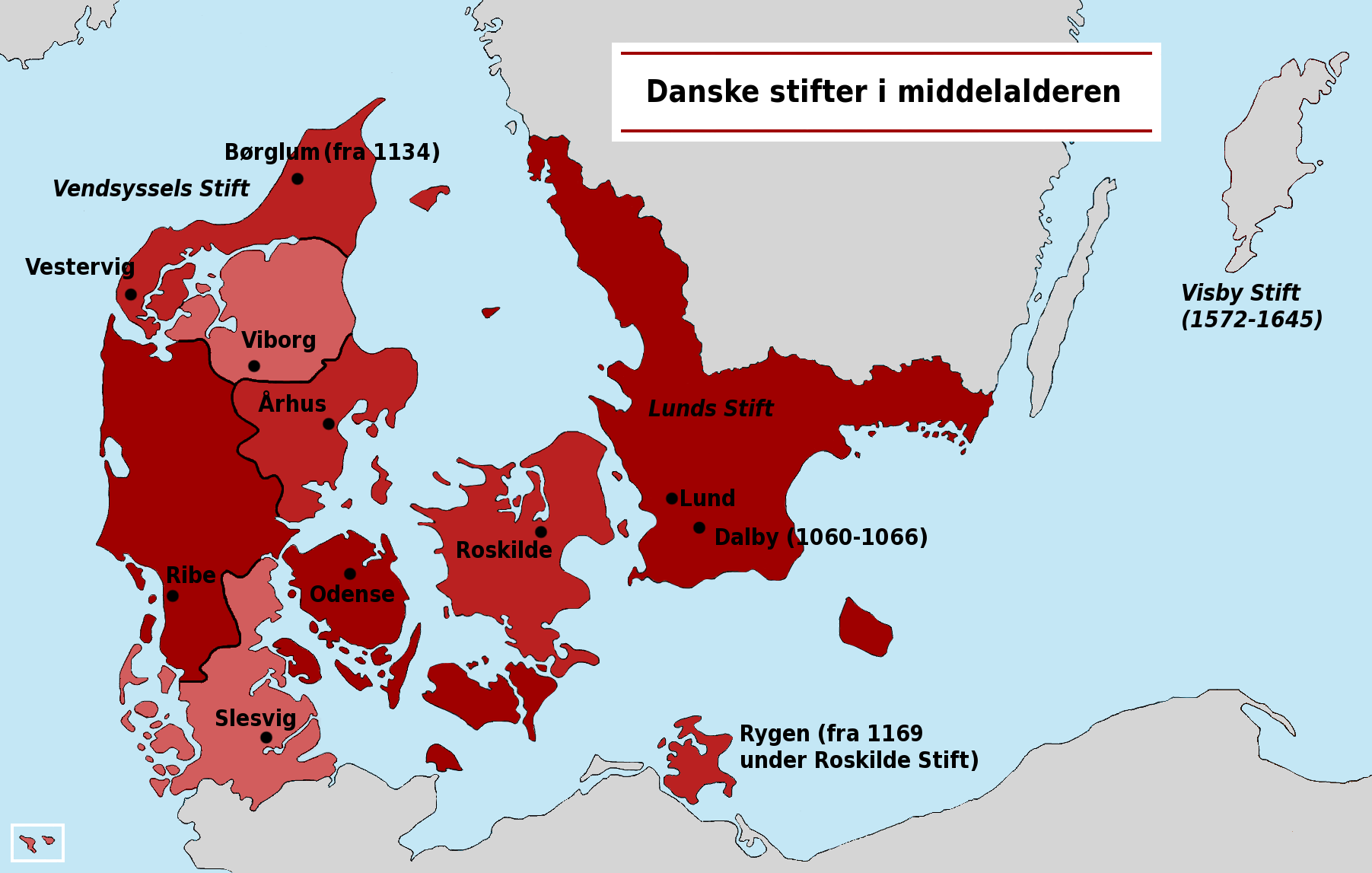
Dänische Bistümer im Mittelalter

Das Bistum Othinia (lateinischer Name von Odense) wurde 988 vom Bistum Schleswig aus gegründet, das selbst Suffraganbistum des Erzbistums Hamburg-Bremen war. Im 11. Jahrhundert stritten die Erzbischöfe von Hamburg-Bremen mit den Erzbischöfen von Canterbury um die Jurisdiktion. Der erste historisch greifbare Bischof war der Engländer Reginbert (auch Reginar oder Reiner I.), den der anglo-skandinavische König Knut der Große 1022 durch den Erzbischof von Canterbury Alnoth weihen ließ. Erzbischof Unwan von Bremen gelang es jedoch, die Anbindung an sein Erzbistum zu sichern. Ab 1072 von Roskilde aus regiert, gehörte das Bistum ab 1104 zur Kirchenprovinz Lund, das bis dahin ebenfalls Suffragan des Erzbistums Hamburg-Bremens gewesen war.
Der Dom hatte im Mittelalter eine besondere Bedeutung als Grabkirche von König Knut dem Heiligen, der 1086 im Vorgängerbau der Kirche erschlagen wurde.
Nach der Reformation wurde anstelle des katholischen Bistums das lutherische Bistum Fünen errichtet. Erster lutherischer Bischof (zunächst mit dem Titel Superintendent) wurde 1537 der bedeutende dänische Reformator Jørgen Jensen Sadolin. Die Insel Fehmarn schied mit der Reformation aus der geistlichen Jurisdiktion aus.
1803 wurden Lolland und Falster aus dem Bistum abgetrennt, um das neue Bistum Lolland-Falster zu bilden. Die Inseln Ærø und Als wurden 1819 abgetrennt, um das Bistum Alsen-Ærø zu bilden, das aber nur bis 1864 bestand; dann kam Ærø zurück zum Bistum Fünen (Als zum Bistum Schleswig, 1922 zum Bistum Haderslev).